# Jižní al-Bátina
Jižní al-Bátina (arabsky محافظة جنوب الباطنة‎) je ománský guvernorát nacházející se na severu země. Společně s guvernorátem Severní al-Bátina vznikl v roce 2011 rozdělením regionu al-Bátina. Sousedí s guvernoráty Az-Záhira, Severní al-Batína, Ad-Dáchilíja a Maskat. Sestává z šesti vilájetů: al-Avabí, al-Musáná, an-Nachal, Barká, Rusták a Vádí al-Mávil.